# Phryxe caudata
Phryxe caudata là một loài ruồi trong họ Tachinidae.